# Neuer Friedhof (Hassel (Weser))

Der Neue Friedhof in Hassel (2023)

Der Neue Friedhof in Hassel (Weser) befindet sich am südwestlichen Ortsrand von Hassel, einer Gemeinde in der Samtgemeinde Grafschaft Hoya im niedersächsischen Landkreis Nienburg/Weser.
Auf dem kirchlichen Friedhof nordwestlich der Kirche, zwischen der Straße Am Bultberg am westlichen Rand und der Straße An der Bult am nordöstlichen Rand, befinden sich 500 bis 600 Grabstellen (Einzel-, Doppel- und Familiengrabstellen, Einzel- und Doppelurnengräber, Urnengemeinschaftsanlagen, Rasenreihengräber, nicht vergebene Grabstellen) und eine Friedhofskapelle mit Glockenturm. Er hat eine Fläche von 1,3571 ha, er ist ca. 210 m lang und maximal ca. 100 m breit.

## Geschichte
Der kirchliche Friedhof wurde 1905 angelegt, die Friedhofskapelle wurde 1965 errichtet. Die Läuteglocke aus Bronze stammt aus demselben Jahr (Baujahr 1994) wie der Glockenträger. Inschrift der Glocke: „Und der Tod wird nicht mehr sein Offenbarung 21,4“ und „St. Cosmae et Damiani Kirchengemeinde Hassel/Weser 1994“.

## Besonderheiten
Auf dem Gemeindefriedhof Hassel sind insgesamt 23 deutsche Zivilpersonen in einem Gemeinschaftsgrab bestattet, die bei einem Luftangriff am 4. April in Hoya ihr Leben verloren.